# Dolichosciara hippai
Dolichosciara hippai är en tvåvingeart som beskrevs av Lyudmila Komarova och Pekka Vilkamaa 2006. Dolichosciara hippai ingår i släktet Dolichosciara och familjen sorgmyggor. Inga underarter finns listade i Catalogue of Life.